# 3241 Yeshuhua
A 3241 Yeshuhua (ideiglenes jelöléssel 1978 WH14) a Naprendszer kisbolygóövében található aszteroida. A Bíbor-hegyi Obszervatórium fedezte fel 1978. november 28-án.